# Campanula sharsmithiae
Campanula sharsmithiae är en klockväxtart som beskrevs av Nancy Ruth Morin. Campanula sharsmithiae ingår i släktet blåklockor, och familjen klockväxter. Inga underarter finns listade i Catalogue of Life.

## Bildgalleri

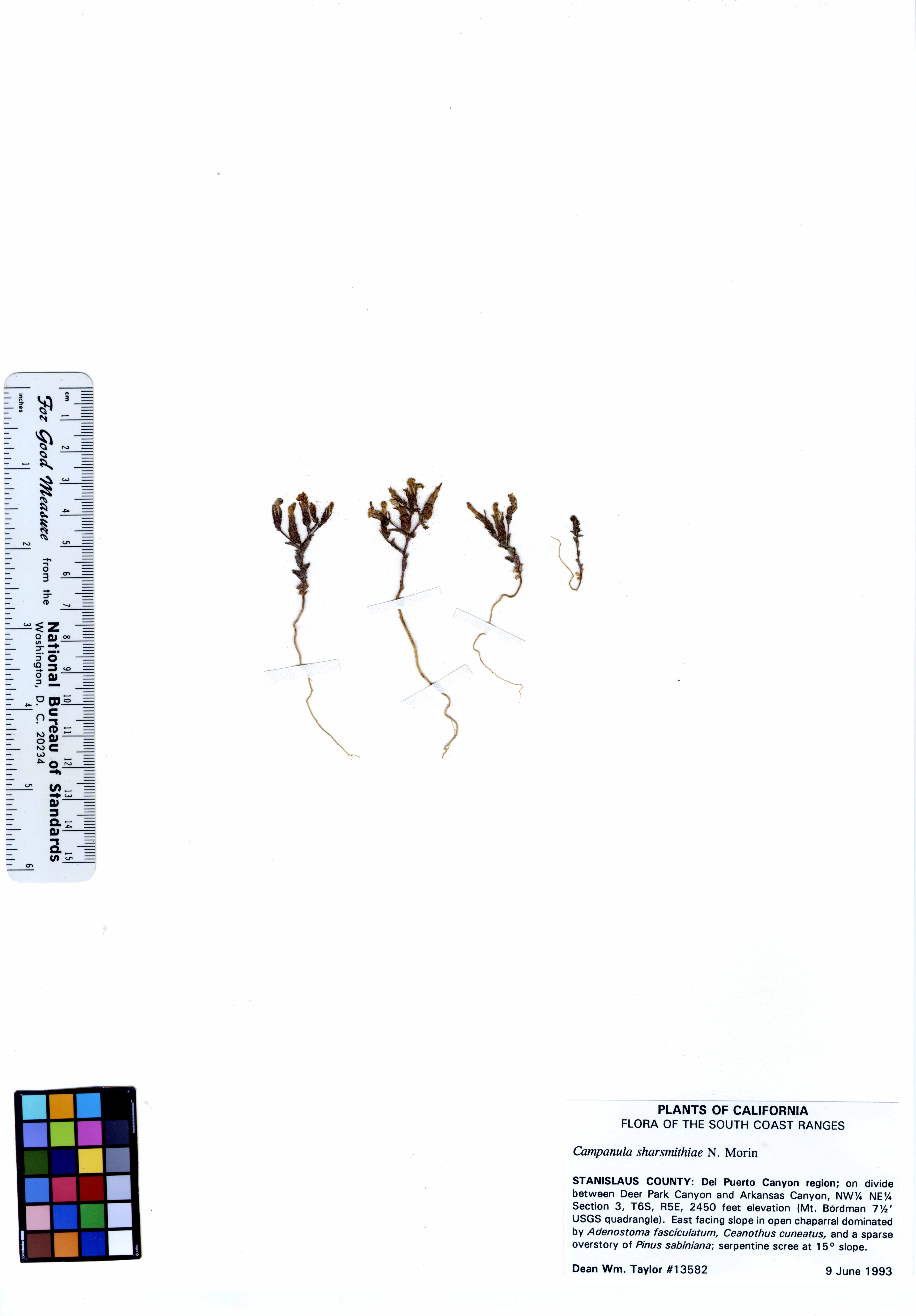